# Reginald Bartholomew

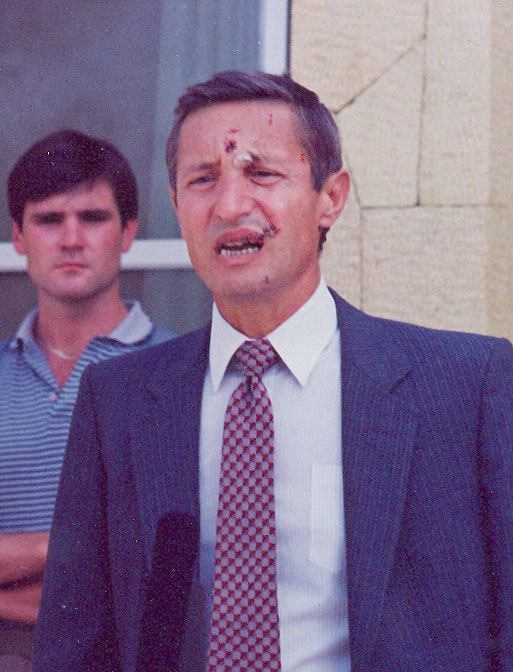
Reginald Bartholomew (das Foto zeigt einen Teil seiner Verwundungen) bei einer Presseerklärung nach der Bombardierung der US-Botschaft in Beirut (1984)

Reginald Bartholomew (* 17. Februar 1936 in Portland, Maine; † 26. August 2012 in New York City) war ein US-amerikanischer Diplomat, der unter anderem zwischen 1979 und 1981 Director of the Bureau of Politico-Military Affairs im US-Außenministerium, von 1983 bis 1986 Botschafter in Libanon, zwischen 1986 und 1989 Botschafter in Spanien, von 1989 bis 1992 Unterstaatssekretär im Außenministerium für Internationale Sicherheitsangelegenheiten (Under Secretary of State for International Security Affairs), zwischen 1992 und 1993 Ständiger Vertreter bei der NATO und von 1993 bis 1997 Botschafter in Italien war.

## Leben
Reginald Bartholomew begann nach dem Schulbesuch ein grundständiges Studium am Dartmouth College in Hanover, das er 1958 mit einem Bachelor of Arts (B.A.) beendete. Ein darauf folgendes postgraduales Studium an der University of Chicago schloss er 1960 mit einem Master of Arts (M.A.) ab und war im Anschluss von 1960 bis 1962 Berater des Ausschusses für internationale Beziehungen der University of Chicago. Zugleich war er von 1961 bis 1962 Dozent für Sozialwissenschaften an der University of Chicago sowie anschließend von 1962 bis 1963 Mitarbeiter des Social Science Research Council (SSRC), ehe er zwischen 1963 und 1964 abermals Dozent für Sozialwissenschaften an der University of Chicago war. Nachdem er von 1964 bis 1968 als Dozent für Regierungslehre an der Wesleyan University lehrte, arbeitete er zwischen 1968 und 1969 im Außenministerium als Mitarbeiter im Planungsstab des Referatsleiters für Internationale Sicherheitsangelegenheiten (Assistant Secretary for International Security Affairs).
Im Anschluss wechselte Bartholomew ins US-Verteidigungsministerium und war dort zunächst zwischen 1969 und 1973 stellvertretender Direktor des Politischen Planungsstabes. Zusätzlich war er von 1972 bis 1974 Direktor für politische Planung für Angelegenheiten des Nationalen Sicherheitsrates NSC (National Security Council) sowie zwischen 1973 und 1974 Direktor des Politischen Planungsstabes des Verteidigungsministeriums. Danach kehrte er ins Außenministerium zurück und war dort zunächst stellvertretender Direktor des Politischen Planungsstabes und zugleich Mitglied des Nationalen Sicherheitsrates. Anschließend war er als Nachfolger von Leslie H. Gelb vom 1. Juli 1979 bis zum 20. Januar 1981 Leiter des Referats für Politisch-Militärische Angelegenheiten (Director of the Bureau of Politico-Military Affairs), woraufhin Richard Burt sein Nachfolger wurde. Danach fungierte er von 1981 bis 1982 als Sonderkoordinator für den Zypernkonflikt im Referat für Internationale Organisationen des Außenministeriums.
Am 27. Oktober 1983 löste Reginald Bartholomew Robert Sherwood Dillon als Botschafter in Libanon ab und verblieb auf diesem Posten bis zum 16. Mai 1986, worauf John Hubert Kelly am 27. August 1986 seine dortige Nachfolge antrat. Während seiner Amtszeit kam es 1984 zur Bombardierung der US-Botschaft in Beirut, bei der er Verletzungen erlitt. Er selbst übernahm am 17. September 1986 als Nachfolger von Thomas O. Enders den Posten als Botschafter in Spanien und bekleidete diese Funktion bis zum 12. März 1989, ehe Joseph Zappala am 16. Oktober 1989 sein Nachfolger wurde.
Danach übernahm Bartholomew am 20. April 1989 von Ed Derwinski das Amt als Unterstaatssekretär im Außenministerium für Rüstungskontrolle und Internationale Sicherheitsangelegenheiten (Under Secretary of State for Arms Control and International Security Affairs) und hatte dieses bis zum 7. Juli 1992 inne, woraufhin Frank G. Wisner am 20. Juli 1992 sein Nachfolger wurde. Am 15. Juni 1992 wurde er als Nachfolger von William Howard Taft IV zum Ständigen Vertreter bei der NATO ernannt und verblieb in dieser Verwendung bis zum 25. März 1993, woraufhin Robert E. Hunter seine Nachfolge antrat. Zuletzt trat er am 14. Oktober 1993 die Nachfolge von Peter F. Secchia als Botschafter in Italien an und übte dieses Amt bis zum 28. September 1997 aus, ehe Thomas M. Foglietta am 11. Dezember 1997 sein dortiger Nachfolger wurde.
Reginald Bartholomew, der sich auch für den Council on Foreign Relations engagierte, war verheiratet mit Rose-Anne Dognin und Vater von einer Tochter und drei Söhnen.